# Bessie Barriscale
Bessie Barriscale (9 de junio de 1884 – 30 de junio de 1965) fue una actriz teatral y cinematográfica de la época del cine mudo de nacionalidad estadounidense, y que fue una de las estrellas del productor Thomas Harper Ince a finales de la década de 1910.

## Biografía
Su verdadero nombre era Elizabeth Barry Scale, y nació en Hoboken (Nueva Jersey) en el seno de una familia de inmigrantes irlandeses. Sus primas eran las actrices Edith y Mabel Taliaferro. En sus inicios Barriscale trabajó en el género del vodevil, con producciones que en ocasiones se representaban hasta cuatro veces al día.
Barriscale empezó su carrera cinematográfica en 1913, y trabajó intensamente para la New York Motion Picture Company y para Triangle Film Corporation (entre otros estudios) hasta su retiro en los primeros años de la década de 1930. En 1918 Barriscale fue contratada por J.L. Frothingham, de B.B. Features (una empresa de Arizona), y por la Roberson Cole Company para rodar dieciséis filmes. Las películas estaban rodadas, producidas y estrenadas para el 21 de enero de 1921. En esa época los representantes de Barriscale aseguraron su vida por medio millón de dólares. El coste de las películas fue superior al millón de dólares.
Barriscale era admiradora de William Shakespeare, y quería adaptar su obra a la pantalla. Además era una excelente nadadora, y en el film The Woman Michael Married (1919), adaptación de una novela de Annette Kellerman, Barriscale contrató a un instructor de natación y buceo y se entrenó en Venice (Los Ángeles). Para la película, dirigida por Henry Kolker, los Brunton Studios construyeron una gran piscina en la cual se rodaron parte de las escenas de la misma.
En 1919 Barriscale hizo una gira mundial con su hijo y su marido, el actor, director y productor cinematográfico Howard C. Hickman. Durante el viaje viajaron acompañados de una cámara y trabajaron en producciones cinematográficas. 
En 1921 Barriscale fue a la costa este para actuar en la obra The Skirt. La producción se representó en Filadelfia, Pensilvania, en Boston, Massachusetts, y en la ciudad de Nueva York, habiendo sido estrenada en Washington D. C.. Anteriormente Barriscale había sido actriz teatral en el teatro Belasco de Los Ángeles, California, actuando en obras como Bird of Paradise, escrita por Richard Walton Tully. 
Tras 21 años de matrimonio y con un hijo de veinte años, Barriscale volvió al teatro para actuar en Women Go On Forever. La producción se estrenó en el Hollywood Music Box en marzo de 1928, y en la misma la actriz encarnaba a un personaje "tipo ama de casa," y para el cual se había preparado en su domicilio en Santa Mónica, California.
Bessie Barriscale falleció en Kentfield, California, en 1965. Tenía 81 años de edad. Fue enterrada junto a su marido, en el Cementerio Mount Tamalpais de San Rafael (California).

## Selección de su filmografía
- The Gambler's Pal (1913)
- Eileen of Erin (1913)
- The Harp of Tara (1914)
- Rose of the Rancho (1914)
- The Devil (1915)
- The Golden Claw (1915)
- The Painted Soul (1915)
- Honor's Altar (1916)
- Not My Sister (1916)
- The Sorrows of Love (1916)
- The Payment (1916)
- A Corner in Colleens (1916)
- The Hater of Men (1917)
- Borrowed Plumage (1917)
- Those Who Pay (1917)
- Madam Who (1918)
- Rose o'Paradise (1918)
- The White Lie (1918)
- The Heart of Rachael (1918)
- Hearts Asleep (1919)
- Kitty Kelly, M.D. (1919)

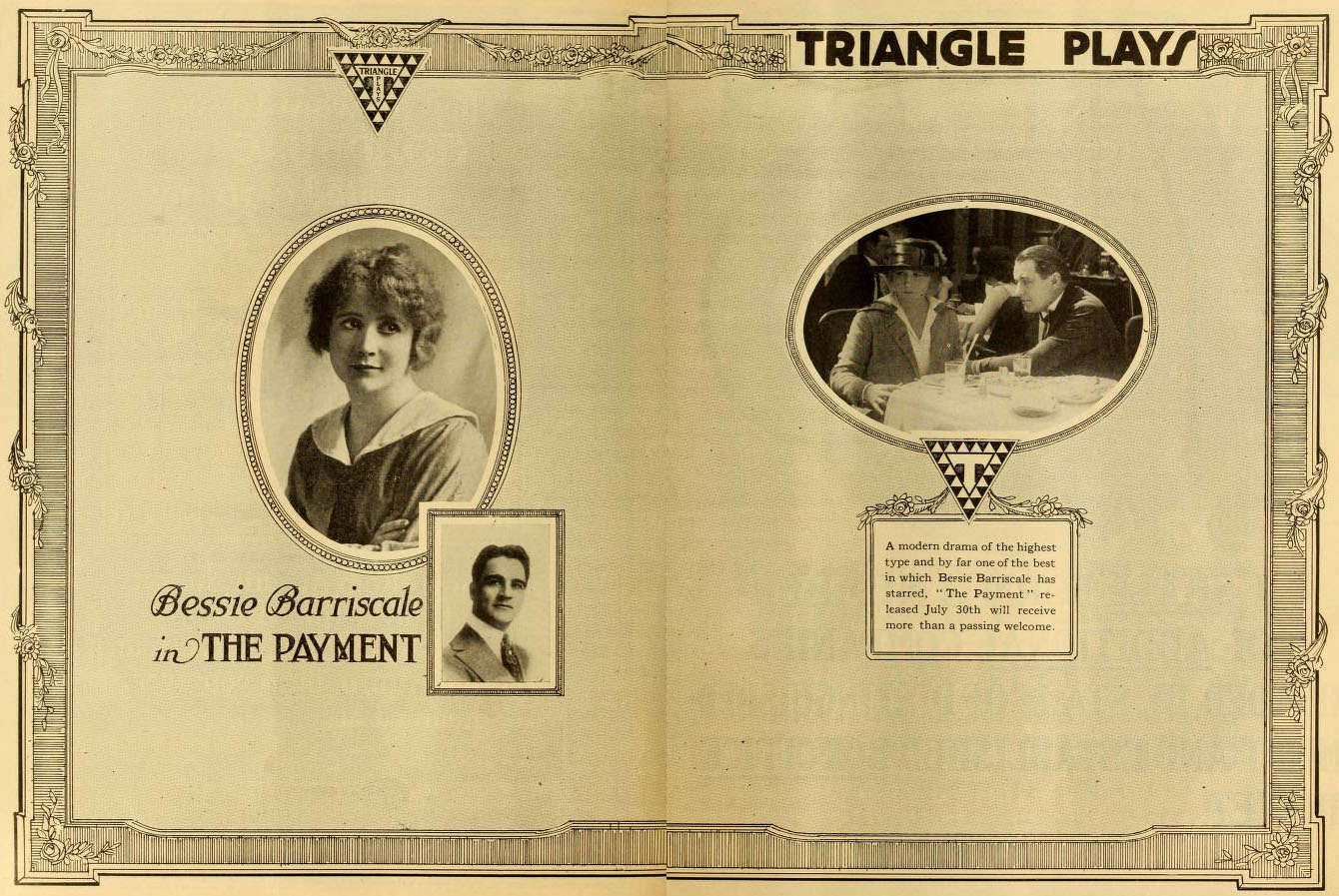
The Payment (1916)

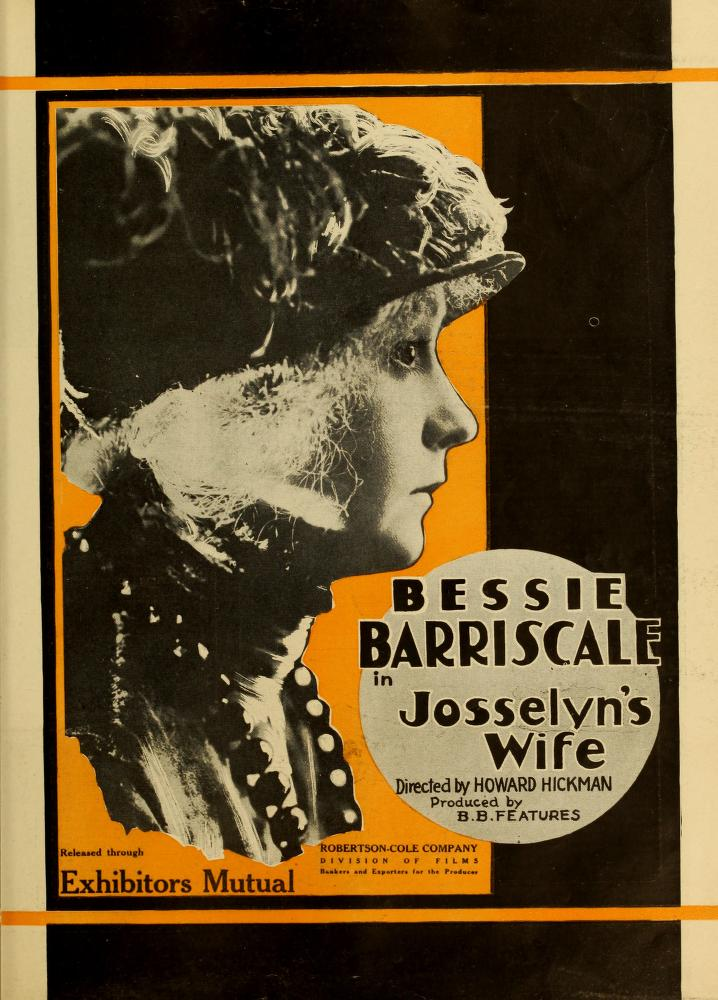
Josselyn's Wife (1919)

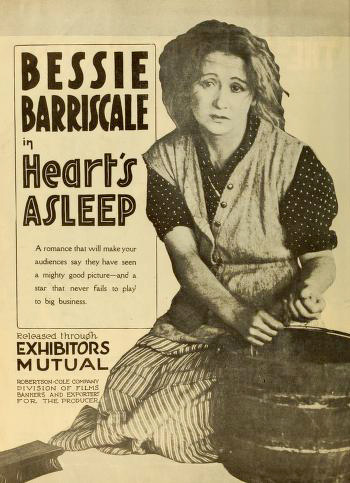
Heart's Asleep (1919)

- The Luck of Geraldine Laird (1920)
- A Woman Who Understood (1920)
- The Notorious Mrs. Sands (1920)
- Life's Twist (1920)
- The Broken Gate (1920)
- The Breaking Point (1921)
- Show Folks (1928)
- Secrets (1933)
- Bondage (1933)
- Above the Clouds (1933)
- Beloved (1934)
- The Man Who Reclaimed His Head (1934)